# Феофилакт (Слонецкий)
Епископ Феофилакт (в миру Фёдор Васильевич Слонецкий или Слоницкий; 1744, село Прохоры — 13 (25) августа 1827, Киев) — епископ Русской православной церкви, епископ Вологодский и Устюжский (1803—1808).

## Биография
Родился в 1744 году в сотенном селе Прохорах Нежинского полка, теперь Борзнянского района Черниговской области, в семье настоятеля церкви Рождества Христова священника Василия Павловича Слонецкого (Слоницкого).
Сначала обучался в Черниговском коллегиуме.
В 1756 году поступил в Киевскую духовную академию, по окончании которой поступил послушником в Киево-Печерскую лавру.
В 1766 году пострижен в монашество и исполнял в лавре должности корректора типографии, проповедника, а с 1768 года и архидиакона. Затем рукоположен во иеромонаха, определён соборным настоятелем больничного монастыря и блюстителем Дальних пещер.
В 1792 году избран наместником Киево-Печерской лавры.
В 1793 году возведен в сан архимандрита.
17 августа 1795 года назначен настоятелем Киево-Михайловского Златоверхого монастыря и с этого же года — ректор Киевской духовной академии. Эту должность исполнял до 1803 года.
Был первым из ректоров академии, который был высочайше пожалован в кавалеры ордена святой Анны II степени «за ревностные труды и усердную службу» по академии.
10 декабря 1798 года переведён в Киево-Николаевский Пустынный монастырь.
С 1799 года — архимандрит Киево-Братского Богоявленского монастыря.
26 апреля 1803 года хиротонисан во епископа Вологодского и Устюжского.
3 января 1808 года по болезни уволен на покой с повелением иметь пребывание в Киево-Печерской лавре.
Скончался 13 августа 1827 года в лавре, погребен возле правой стены Успенского собора.